# Hvem skød Otto Mueller?
Hvem skød Otto Mueller? (estisk: Kes tappis Otto Mülleri?) er en estisk-produceret krimi-serie i otte dele fra 2022, instrueret af filminstruktøren René Vilbre. Serien er primært skrevet af manuskriptforfatteren Birk Rohelend, der debuterede som forfatter med romanen Mina, Mortimer i 2007.

## Handlingen kort
Da forretningsmanden og den tidligere sovjetiske wrestlingmester Otto Müller (Jaan Rekkor) dræbes i sit hjem på sin 65-års fødselsdag, er otte familiemedlemmer til stede ved lejligheden – og hver og én regnes nu som mistænkte af politiet. I hver episode forhøres de enkelte familiemedlemmer én efter én, lige fra Ottos yngste søn, Oliver (Märt Avandi) - engang en lovende musiker – videre over Ottos ambitiøse elskerinde, Marleen (Karmel Naudre) og til Ottos fjerne kone, Merle (Liina Tennosaar). Snart begynder mørke sandheder om den succesrige og magtfulde forretningsmand, der engang dræbte en ulv med sine bare hænder, gradvist at komme frem i lyset. For hver ny afsløring svækkes kriminalbetjentenes forståelse af sandheden, efterhånden som deres egen personlige involvering i sagen vokser.

## Om tv-serien
Hvem skød Otto Mueller? er den første tv-serieproduktion fra Estland, der på noget tidspunkt er vist på Viaplay. Serien er produceret af det Tallinn-baserede filmselskab Cuba Films, og optagelserne begyndte i september 2021, nær den estiske hovedstad. 
Manuskriptforfatter Birk Rohelend har fortalt, at patriark-karakteren Otto Müller er skabt med inspiration fra hendes egen far, der i lighed med Müller var et menneske, der var svær at omgås. Rohelend lavede til at begynde med en tidslinje for historien og fyldte derefter adskillige borde med stakke af notespapir. Om produktionssamarbejdet fortæller hun:
Jeg fik stor støtte fra produktionsteamet, instruktøren... selv kameramanden spurgte om nogle fantastiske detaljer, og jeg indså, at de havde fat i noget relevant, og at jeg var nødt til at foretage nogle ændringer. Da vi optog, kom nogle af skuespillerne så med ideer, og jeg tænkte straks: ’Ja, lad os gøre det på dén måde.’ Der var meget samarbejde. Selvom jeg skrev de indledende manuskripter alene, har jeg altid haft feedback, så jeg kan ikke sige, at det kun er mig, der står bag fortællingen.
Serien fik en pris som "Bedste internationale serie" ved Geneva International Film Festival i 2022.

## Udvalgte roller[10][11]
- Jaan Rekkor - Otto Müller
- Tambet Tuisk - kriminalbetjent Gabriel Vanem
- Doris Tislar - kriminalbetjent Agnes Maramaa
- Märt Avandi - Oliver
- Mait Malmsten - Oskar
- Karmel Naudre - Marleen
- Liina Tennosaar - Merle
- Hilje Murel - Anneken
- Evelin Võigemast - Monika
- Tiina Tauraite - Reeli
- Theodor Tabor - Robert
- Mark Nathan Monak - Magnus
- Maria Paiste - Reeli som ung
- Romet Annast - Oliver som ung
- Jevgeni Supin - mand med hat